# Leif & Billy
Leif & Billy är en svensk humorserie vars första säsong hade premiär på SVT år 2017. Säsong 2 kom år 2018 och säsong 3 hade premiär år 2019. Den fjärde säsongen hade premiär i november 2020. Våren 2021 hade säsong 5 premiär. Säsong 6 hade premiär under hösten 2021. Säsong 7 hade premiär på SVT och SVT Play den 4 februari 2023.
Serien handlar om två lengräddade (dialektalt slang för någon som är lindrigt begåvad eller korkad), ständigt fattiga och arbetslösa bröder Leif (Klas Eriksson) och Billy (Alfred Svensson) och deras liv i Sörbäcken i Norrland. Programmet vann Kristallen 2020 och 2023 i kategorin årets humorprogram.

## Rollista (i urval)
- Klas Eriksson – Leif Öhman
- Alfred Svensson – Billy Öhman
- Fredrik Hallgren – Tony
- Happy Jankell – Elin Grönstedt
- Albin Grenholm – Dunken
- Göran Forsmark – Lars Joakim "Bullen" Eriksson
- Christoffer Olofsson – Thomas Silverdal
- Thomas Gjutarenäfve – Damp-Janne
- Mattias Fransson - Lort-Anders
- Jon Wachter - Jerker
- Anna Azcárate - Lola
- Sara Lewerth – Läkare
- Fanny Axö – Cheva-Lena
- Fanny Klefelt - Irja
- Fredrik Silbersky - Polis
- Petter Billengren - Polis
- Duncan Green - Micke
- Philip Kullgren - Anders

## Säsongsinformation

### Säsong 1
- Avsnitt 1: En ny tjej i byn
- Avsnitt 2: Räven i grytan
- Avsnitt 3: Kidnappningen
- Avsnitt 4: Mannen i kistan
- Avsnitt 5: Karaokekvällen
- Avsnitt 6: Duellen i skogen
- Avsnitt 7: Skjuten och svartsjuk
- Avsnitt 8: Raggarkungen
- Avsnitt 9: En rysk spion
- Avsnitt 10: Den stora smällen

### Säsong 2
- Avsnitt 1: Budgivningen
- Avsnitt 2: Tjuvjakten
- Avsnitt 3: Ensamtid
- Avsnitt 4: Turisterna
- Avsnitt 5: Camshowen
- Avsnitt 6: Knarkdealen
- Avsnitt 7: Snustorkan
- Avsnitt 8: Tuppfan

### Säsong 3
- Avsnitt 1: Kärlek i huset
- Avsnitt 2: Kidnappningen
- Avsnitt 3: Jakten
- Avsnitt 4: Försäkringsbedrägeriet
- Avsnitt 5: Youtube
- Avsnitt 6: Spådamen
- Avsnitt 7: Hembränt
- Avsnitt 8: Grannfejden

### Säsong 4
- Avsnitt 1: Taxirörelsen
- Avsnitt 2: Åsa
- Avsnitt 3: Trofétävlingen
- Avsnitt 4: Lars Öhman
- Avsnitt 5: Rånbytet
- Avsnitt 6: Indrivningen

### Säsong 5
- Avsnitt 1: Nya grannen
- Avsnitt 2: Vandringen
- Avsnitt 3: Raggar-Leif
- Avsnitt 4: Miljöveckan
- Avsnitt 5: Björnjakten
- Avsnitt 6: Samhällstjänsten

### Säsong 6
- Avsnitt 1: Strömlöst
- Avsnitt 2: Viltolyckan
- Avsnitt 3: Sluta snusa
- Avsnitt 4: Starta eget
- Avsnitt 5: Födelsedagen
- Avsnitt 6: Osämja

### Säsong 7
- Avsnitt 1: Storstädning och loppis
  - För att bekosta en resa till Thailand planerar Leif att låna pengar på huset och ordna en loppis.
- Avsnitt 2: Sömnpiller och grillfest
  - På grund av sina sömnproblem får Leif sömnpiller utskrivna. Leif & Billy startar även en grannsamverkan för att sätta stopp på en inbrottsvåg.
- Avsnitt 3: Dunkens återkomst
  - Leif och Billy hittar mycket pengar som visar sig tillhöra Dunken, vilket ställer till problem för bröderna.
- Avsnitt 4: Det nya jaktlaget
  - Leif och Billy startar ett eget jaktlag efter att ha blivit utslängda från det gamla. Leif utnämner sig själv till jaktledare, med ambitionen att skapa det bästa jaktlaget i Sörbäcken.
- Avsnitt 5: Glasrutor och kärlek
  - Efter att en glasruta gått sönder blir Billy kär i glasmästarlärlingen, som även bjuder Billy på en dejt. Leif blir arg då han tycker glasmästeriet saltat räkningen.
- Avsnitt 6: Villa & vovve
  - Bröderna ska vakta en hund och flyttar in i ägarnas villa. När hunden försvinner blir det bråttom att hitta hunden innan ägarna kommer tillbaka.